# Wetterstein-hegység
A Wetterstein-hegység (németül: Wettersteingebirge) Németország legmagasabb hegysége, amely Bajorországban, a Bajor-Alpokban található, és részben átnyúlik Ausztria (Tirol) területére is. Nagyjából a Garmisch-Partenkirchen, Mittenwald, Seefeld in Tirol és Ehrwald települések által határolt területen fekszik. Legmagasabb pontja a 2962 méter magas Zugspitze, amely egyben Németország legmagasabb hegycsúcsa is.
Felvonóhálózata, jó panorámája, valamint a müncheni agglomeráció viszonylagos közelsége miatt a hegység közkedvelt a túrázók és hegymászók körében.

## Hegyei
A Wetterstein-hegység főbb csúcsai, köztük a tíz legmagasabb:
1. Zugspitze, 2962 m
2. Schneefernerkopf, 2875 m
3. Zugspitzeck, 2820 m
4. Nördliche Wetterspitze, 2750 m
5. Mittlere Wetterspitze, 2750 m
6. Hochwanner, 2746 m
7. Mittlere Höllentalspitze, 2745 m
8. Innere Höllentalspitze, 2743 m
9. Äußere Höllentalspitze, 2721 m
10. Östliche Wetterspitze, 2720 m
11. Hochblassen, 2706 m
12. Leutascher Dreitorspitze, 2682 m
13. Partenkirchner Dreitorspitze, 2633 m
14. Alpspitze, 2629 m
15. Schüsselkarspitze, 2538 m
16. Oberreintalschrofen, 2522 m
17. Öfelekopf, 2479 m
18. Musterstein, 2478 m
19. Großer Waxenstein, 2277 m
20. Predigtstuhl, 2234 m
21. Große Arnspitze, 2196 m
22. Osterfelderkopf, 2050 m
23. Schachen, 1866 m
24. Hoher Kranzberg, 1391 m
25. Eckbauer, 1239 m

## Képgaléria

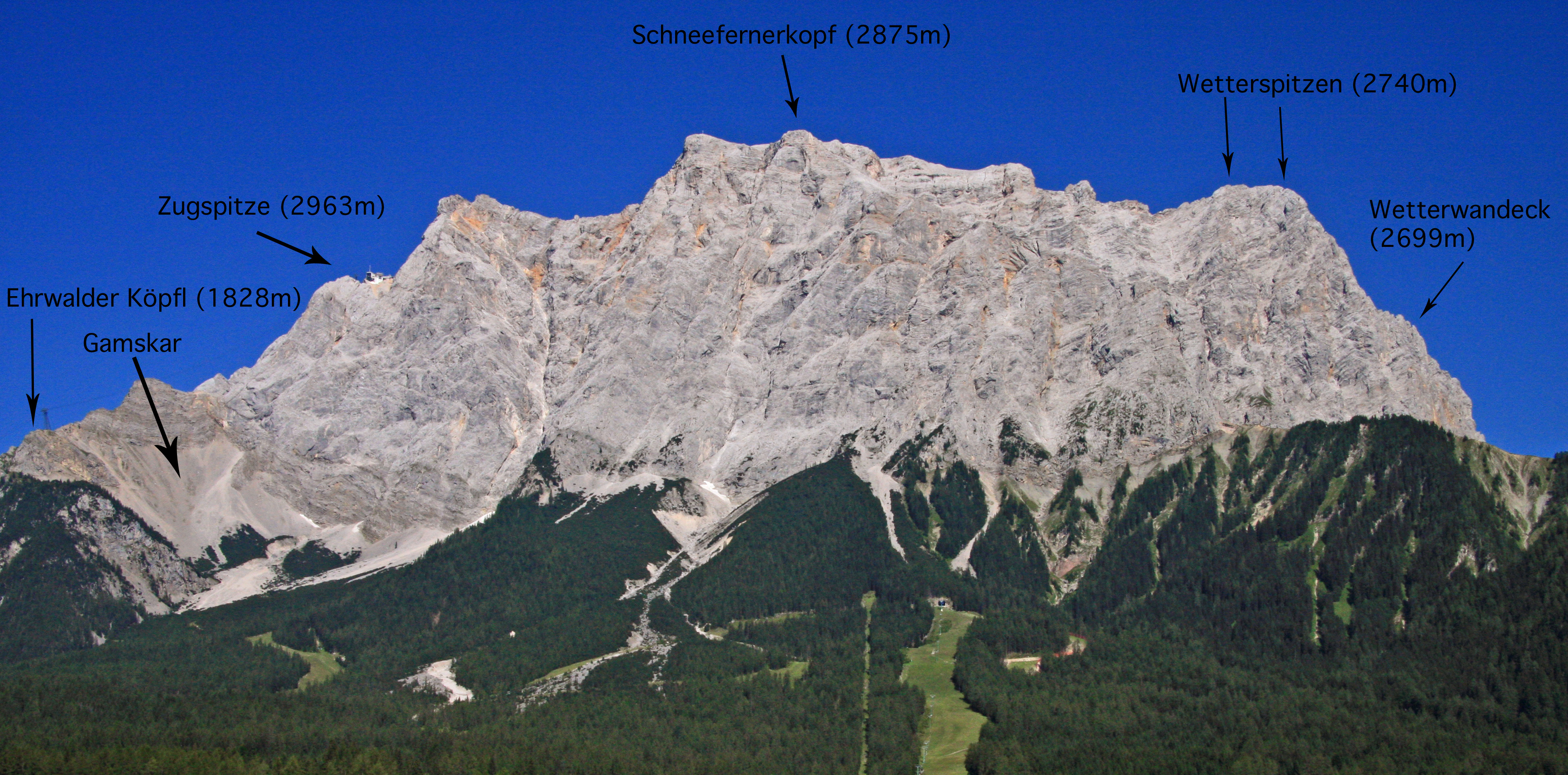
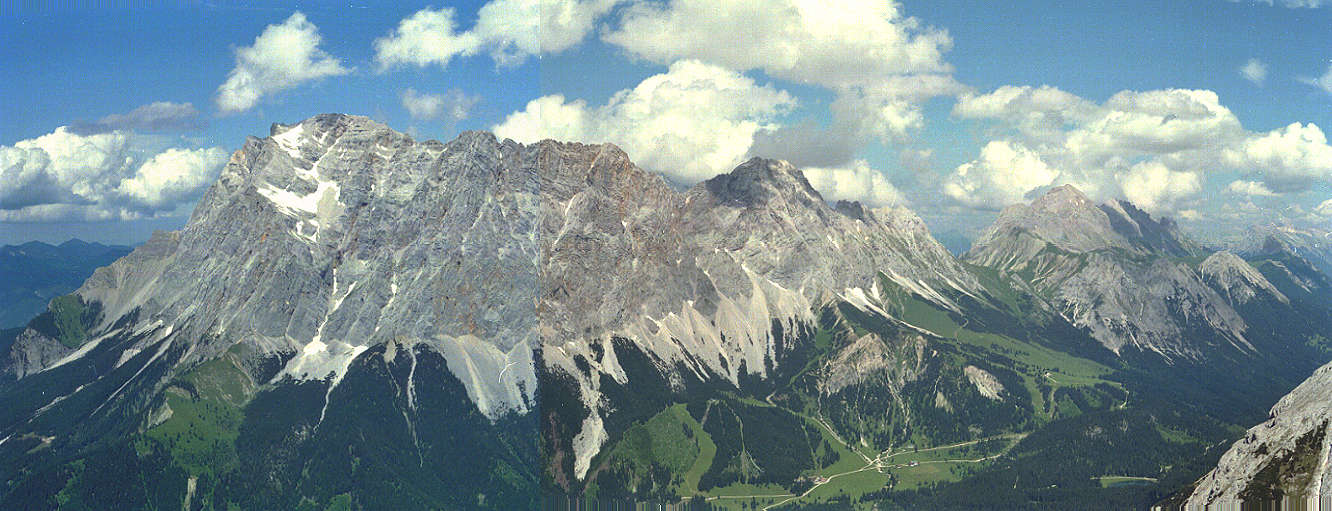
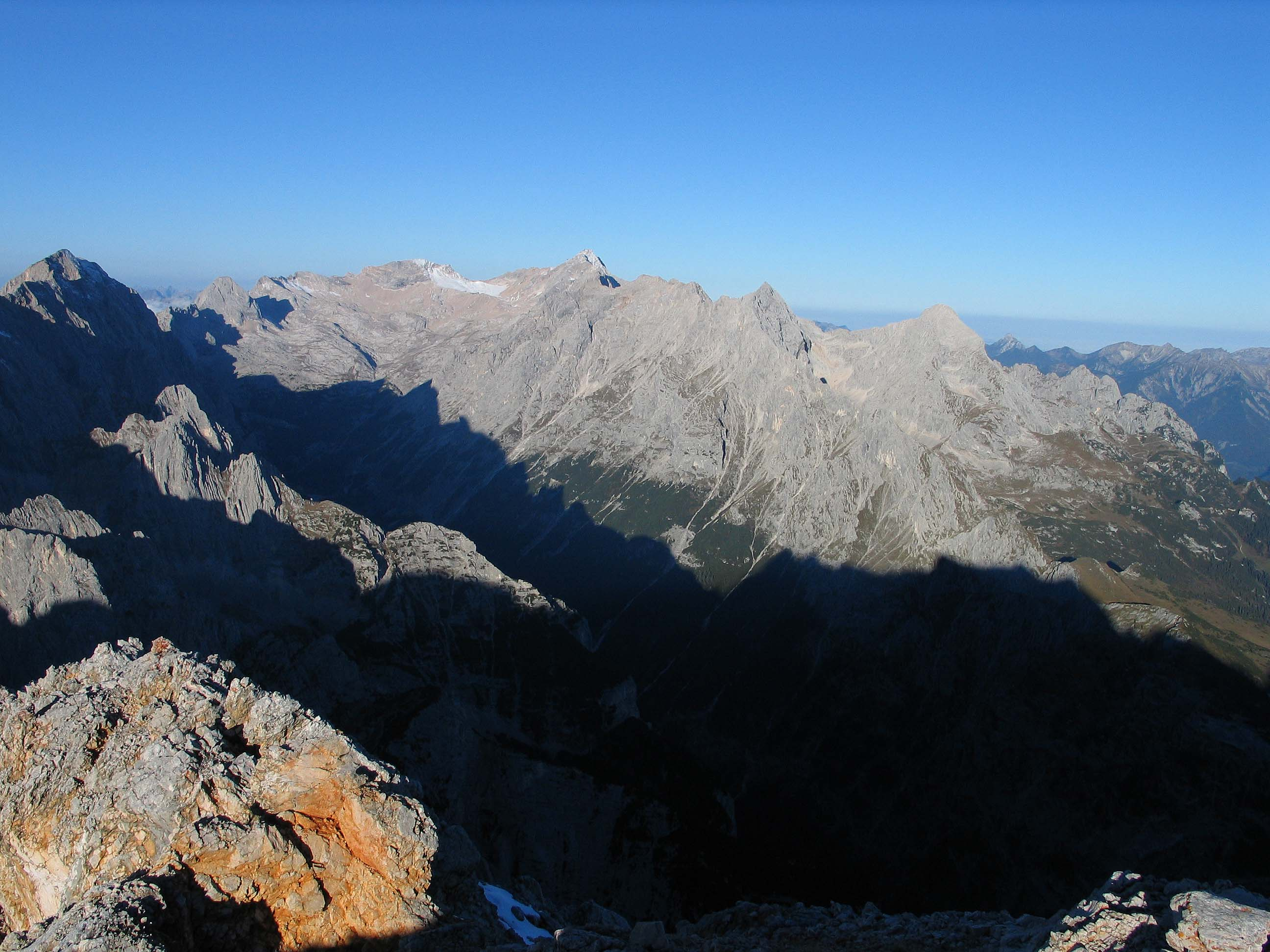
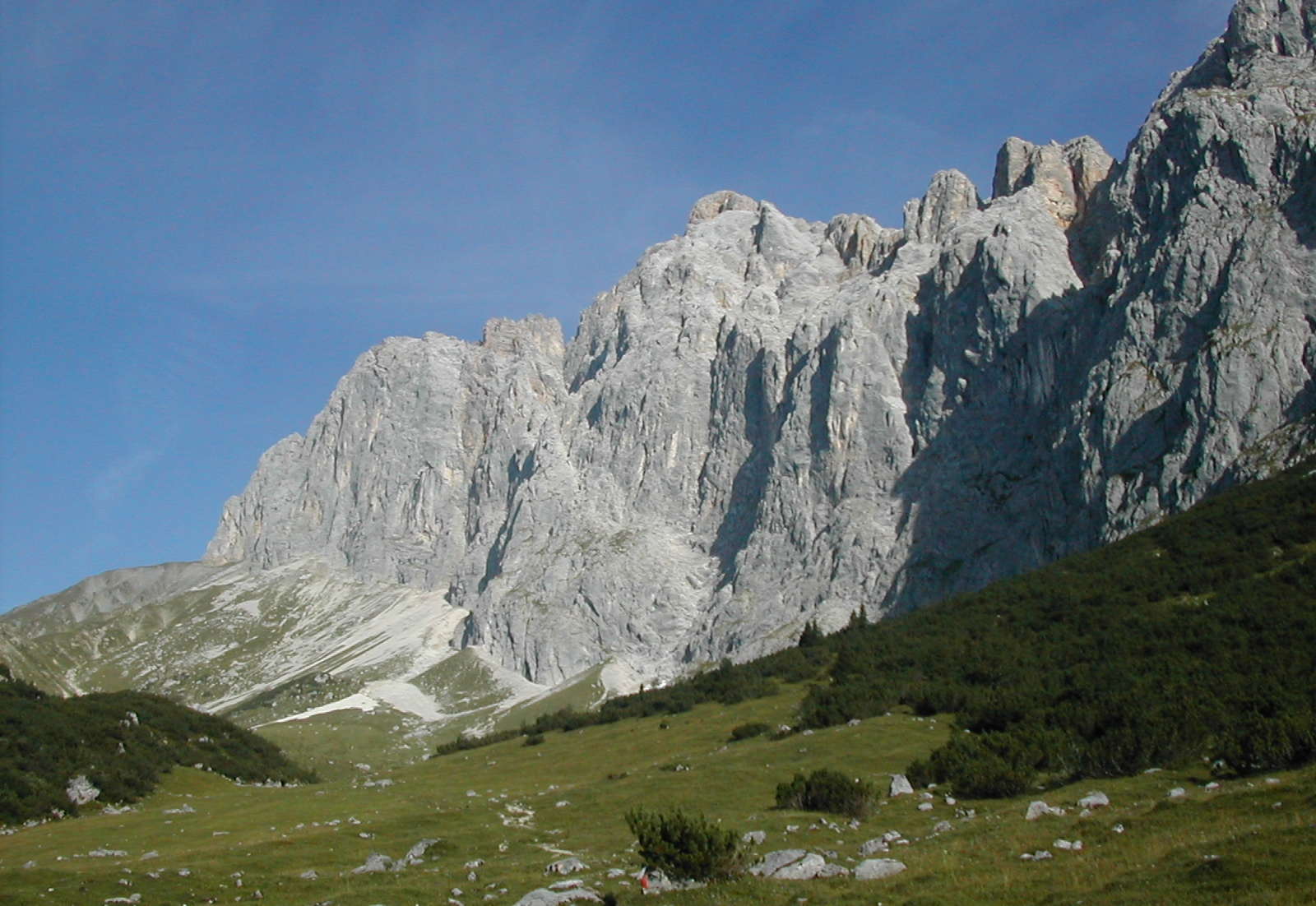
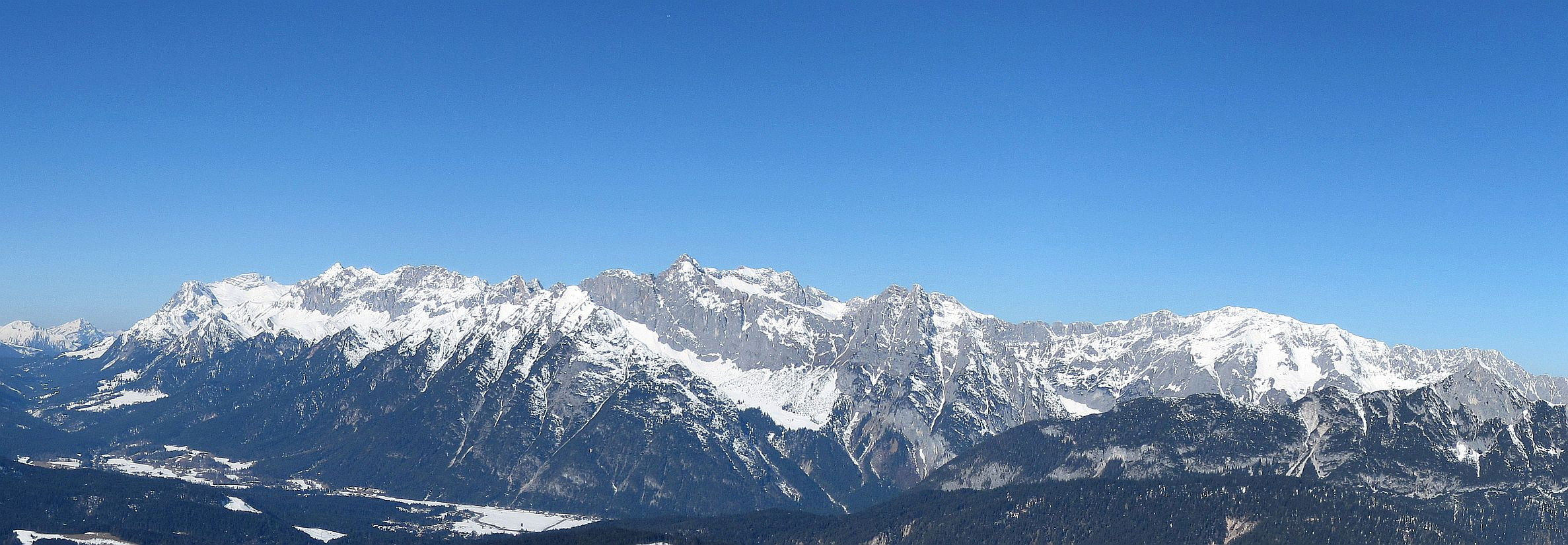
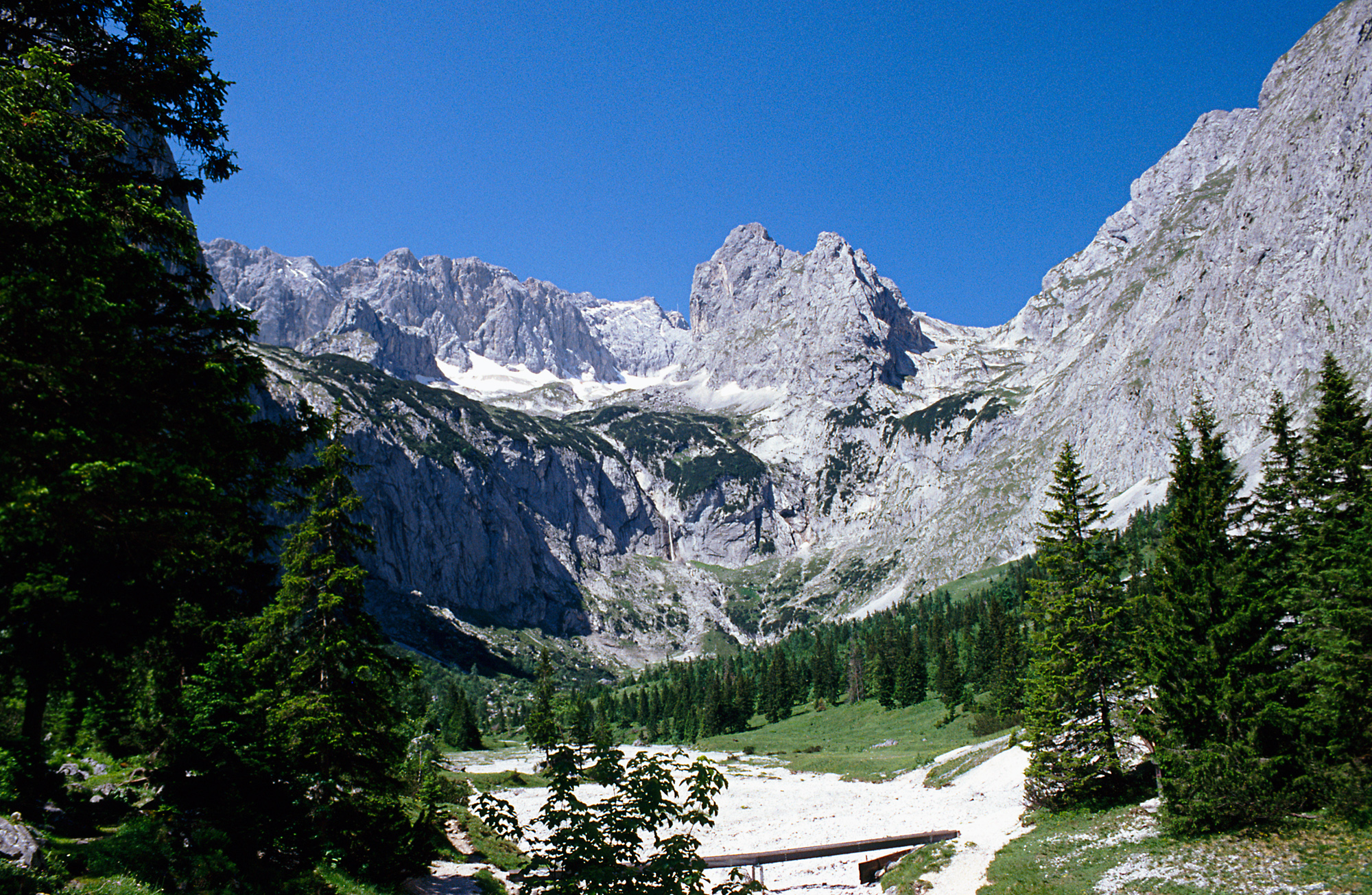